# Аутуэйт, Тэмзин
Тэ́мзин Мари́я Аутуэ́йт (англ. Tamzin Maria Outhwaite; 5 ноября 1970, Илфорд, Лондон, Англия) — английская актриса.

## Биография
Тэмзин Мария Аутуэйт родилась 5 ноября 1970 года в Илфорде (Лондон, Англия, Великобритания) в семье коренного илфордца Колина Фрэнка Аутуэйта (род. 1946) и итальянки Анны Аутуэйт (в девичестве — Санти; род. 1950). У Тэмзин есть два младших брата — Кес Колин Аутуэйт (род. 1972) и Джейк Эндрю Фрэнк Аутуэйт (род. 1980). Училась в католической школе (Trinity Catholic High School) в Вудфорд-Грин. После окончания школы поступила в London Studio Centre, где изучала танцы и драматургию.
Тэмзин начала свою карьеру в 1989 году. Аутуэйт дебютировала в кино в 1993 году, сыграв роль подруги в фильме «Тайна доктора Мартину». Всего она сыграла более чем в 30 фильмах и телесериалах.

## Личная жизнь
11 июня 2006 года Тэмзин вышла замуж за актёра Тома Эллиса, с которым встречалась год до свадьбы. У супругов есть две дочери — Флоренс Элси Эллис (род. 25 июня 2008) и Марни Мэй Эллис (род. 2 августа 2012).
29 августа 2013 года Аутуэйт и Эллис объявили о расставании. Аутуэйт подала на развод ссылаясь на неверность мужа. В 2014 году бракоразводный процесс был завершён.